# جوناثان أغنو
جوناثان أغنو (بالإنجليزية: Jonathan Agnew)‏ (و. 1960  م) هو لاعب كريكت، وصحفي بريطاني، ولد في مككلسفيلد.

## التعليم
تعلم في Uppingham School ‏، وتعلم في Taverham Hall School ‏
.

## جوائز
حصل على جوائز منها:
- لاعب كريكت ويسدن للسنة  [لغات أخرى]‏
- عضو رتبة الإمبراطورية البريطانية